# 천민즈
천민즈(陳敏之, 진민지, 본명은 陳敏芝, 영문명은 Sharon Chan, 1979년 1월 17일 ~ )는 중화인민공화국 홍콩 특별행정구의 여성 영화배우, 텔레비전 연기자, 광고 모델, 가수이다.
홍콩에서 출생하였으며 지난날 한때 중화인민공화국 광둥성 중산에서 잠시 유아기를 보낸 적이 있다.

## 생애
1994년 광고 모델 첫 데뷔하였고 1998년 영화 《귀화감정(鬼火咁靚)》으로 영화배우 데뷔하였으며 2002년부터 텔레비전 드라마에도 출연하기 시작하였다. 2006년에는 음반을 발표하여 가수로도 데뷔하였다.

## 같이 보기
- 천산충
- 리톈샹